# نیوهوپ، شهرستان هندرسون، تگزاس
نیوهوپ (به انگلیسی: New Hope) یک منطقهٔ مسکونی در ایالات متحده آمریکا است که در شهرستان هندرسون، تگزاس واقع شده‌است. نیوهوپ ۱۴۹٫۰۵ متر بالاتر از سطح دریا واقع شده‌است.